# Olga Alonso González
Olga Alonso González (San Miguel del Padrón, La Habana, Cuba, 18 de febrero de 1945–Fomento, Provincia de Sancti Spíritus, Cuba, 4 de marzo de 1964), fue una maestra de procedencia obrera.

## Primeros años
Cursó sus estudios primarios en la Escuela n.º 29 y la secundaria, en la Escuela n.º 2 de la Virgen del Camino. En 1959, cuando triunfa la Revolución, se encontraba estudiando en la escuela de Comercio de Ayestarán y se incorpora a la recién creada Asociación de Jóvenes Rebeldes. Ingresó también a la Federación de Mujeres Cubanas, así como a los Comité de Defensa de la Revolución; participó en la primera zafra del pueblo; estudiando al mismo tiempo intensamente.
En el año 1960, el Comandante en Jefe Fidel Castro, hace un llamado para que los jóvenes se incorporen a la tarea de enseñar el arte en las granjas y cooperativas de todo el país, así que ella consideró que era donde debía probar sus fuerzas: ir a enseñar y aprender de los hombres del campo, crecer junto al surco de la patria.
En abril de 1961, Olga Alonso González, ingresa en la Escuela Nacional de Instructores de Arte, graduándose en la misma el 6 de septiembre de 1963, en la especialidad de Teatro, como Primer Expediente. Olga, se enfrentaba a una tarea brillante, con el compromiso cierto de realizarla hasta sus últimas consecuencias: ella no conocía fronteras, y creó campañas de buen hablar entre los campesinos, propició la creación de los Consejos Populares de Cultura, se integró como maestra en las aulas de seguimiento, desarrolló a los jóvenes con mayores posibilidades como monitores para extender las ramas del Arte y creó bibliotecas. A pesar de la distancia que la separaba de su familia y de las difíciles condiciones en las que tenía que trabajar, era feliz, se sentía optimista.
En noviembre de ese año recibe su ubicación como Instructora de Arte, en Santa Clara, Las Villas, como Orientadora Regional de Teatro. El día 11 llega a la granja "Mártires de Fomento", Departamento de Casazinc, Fomento, Las Villas. Creó grupos de aficionados integrados por niños y adultos (Vladimir Marakovski, Folclore, Chaplin, Ismaelillos, Pantomimas, entre otros). Olga Alonso, tenía grandes condiciones, además de teatrista, como intérprete de danza moderna y una gran pasión por la literatura. El 4 de marzo de 1964, el tractor en que viajaba para poder llegar donde un grupo de campesinos a impartirles clases, dentro del cerco de los alzados que había en el Escambray, sufrió desperfectos, se volcó y murió instantáneamente. Pocas semanas antes de su muerte diría:

Sólo tenemos derecho a morir cuando entreguemos a nuestros hijos el boceto del comunismo

Es por ello, que en homenaje al trabajo por ella desarrollado, se decidió, declarar el 18 de febrero, día de su natalicio, como: "Día del Instructor de Arte"